# Equo canone
Per equo canone si intende una legislazione, amministrata dalla magistratura o da un'autorità pubblica, che mira ad assicurare un prezzo di acquisto o di affitto conveniente per un'abitazione.

## Forme di regolamentazione
Tale espressione può riferirsi a varie forme di regolamentazione del mercato immobiliare:
- "calmieramento dei prezzi": non è concesso un aumento dei prezzi degli affitti o del costo per metro quadro di un'abitazione oltre a quanto stabilito dalla legge.
- "regolamentazione degli affitti": i prezzi degli affitti possono aumentare, ma continuano ad essere regolati tra un contratto ed un altro (un nuovo inquilino paga lo stesso affitto di quello precedente).
- "deregolamentazione degli affitti": l'aumento dei prezzi durante la durata di un singolo contratto d'affitto è limitato, ma permette di adeguarli al mercato con il cambio dell'inquilino.

Vi sono, poi, provvedimenti legislativi volti a migliorare la convenienza degli affitti, come sussidi o detrazioni fiscali per chi ne ha uno, oppure politiche volte a incentivare l'espansione della quantità di immobili disponibili all'affitto.

## Storia

### Gli ebrei nello Stato della Chiesa
Forme di calmieramento dei prezzi delle abitazioni erano usati nello Stato della Chiesa sin dalla fine del Quattrocento per proteggere gli ebrei, poiché ad essi non era concesso di possedere proprietà, per cui erano esposti a prezzi abitativi da usura. Papa Pio IV nel 1562 concesse la possibilità agli ebrei di possedere proprietà per un valore massimo corrispondente di 1500 scudi romani, con le prime forme di regolamentazione degli affitti. Papa Sisto V nel 1586 emanò una bolla papale ordinando ai proprietari di affittare le case agli inquilini ebrei a canoni ragionevoli.

## Teoria economica
Nell'ambito delle politiche abitative, la regolamentazione dei prezzi degli affitti e dell'acquisto degli immobili rimane la questione più dibattuta e controversa.

## L'equo canone nel mondo
Al 2016 almeno 14 degli allora 36 Stati dell'OCSE (tra cui 4 Stati degli Stati Uniti) avevano una qualche forma di regolamentazione dei prezzi delle abitazioni.

### Italia
Introdotto in Italia con il Governo Andreotti IV con la Legge 27 luglio 1978, n. 392, l'equo canone in Italia ha imposto il valore locativo degli immobili in funzione di alcuni parametri e coefficienti previsti dalla legge stessa: tipo di immobile (rurale, ultrapopolare, popolare, economico, civile, signorile), il livello di piano (considerando anche la presenza o meno dell'ascensore), lo stato di conservazione (relativamente anche alle parti comuni dell'edificio), la zona della città, l'accesso o meno al TPL, le dimensioni della città.
Dopo una parziale abrogazione degli articoli per immobili ad uso residenziale già nel 1992, tali articoli sono stati definitivamente abrogati dalla legge n. 431 del 9 dicembre 1998, insieme all'avviamento di una parziale deregolamentazione anche del mercato degli immobili ad uso commerciale ("Patti in deroga").
Nel 2022 è stata approvata una riforma del catasto (in vigore dal 2026) che adegua i valori catastali degli immobili a quelli di mercato, confermando la tendenza deregolamentatrice avviata negli anni '90.

### Germania
L'equo canone in Germania è regolamentato nel Codice Civile tedesco, dall'articolo 535 al 580a, regolato dal singolare "principio dell'astrazione" tipico di tale codice.
Viene fatta una distinzione tra il prezzo iniziale di un contratto, determinato con un accordo tra le parti (in alcune zone della Germania vige un calmieramento anche dei prezzi), e i successivi aumenti, che devono seguire dei prezzi-guida contenuti in un database particolare (Mietspiegel), che contiene i prezzi dei contratti degli ultimi 4 anni e i locatari devono attenercisi senza discostarsi.
Il contratto di locazione può avere un tempo di durata anche infinita, se non specificato diversamente nel contratto stesso. Un inquilino può essere sfrattato tramite una procedura giudiziaria per una buona ragione, con un preavviso di almeno 3 mesi. Di fatto, i locatari sono poco incentivati a cambiare inquilini, visto che l'aumento dei canoni d'affitto oltre la percentuale d'inflazione è

### Stati Uniti d'America
Negli Stati Uniti l'equo canone è regolato a livello del singolo stato. Al 2018, è presente una qualche forma di equo canone in 4 stati (California, New York, New Jersey e il Maryland) e Washington D.C..

### Canada
Anche in Canada l'eventuale presenza dell'equo canone è regolato a livello dei singoli stati.

### Regno Unito
Nel Regno Unito una severa regolamentazione degli affitti e della compravendita degli immobili è esistita tra il 1915 e il 1980, ma con l'Housing Act del 1980 della Primo Ministro conservatore Thatcher si iniziò una deregolamentazione dell'equo canone e, con l'Housing Act del 1988 la regolamentazione per tutti i nuovi contratti fu completamente abolita, lasciando solo la totalmente libera contrattazione.
A partire dal 1997, il valore degli immobili e i relativi prezzi di acquisto e degli affitti è cominciato ad aumentare rapidamente in tutto il paese, con particolare velocità soprattutto a Londra.

### Spagna
La regione della Catalogna ha approvato una prima legge per l'equo canone nel settembre 2020.

### Resto del mondo
Altri paesi dell'OCSE dove vige una qualche forma di equo canone o un ibrido: Australia, Austria, Danimarca, Francia, Irlanda, Giappone, Paesi Bassi, Norvegia, Svezia, Turchia.
Norvegia e Turchia hanno un mercato rigidamente regolato dalle leggi statali.